# Erland Samuel Bring
Erland Samuel Bring (1736 — 1798) foi um advogado sueco  que trabalhou no problema matemático (que hoje sabemos ser insolúvel) de resolver uma equação do quinto grau através de radicais.
Bring formou-se advogado em 1757, e foi professor na faculdade de direito em 1762. Também foi professor de história, em 1779.
Bring, obviamente, não resolveu uma equação genérica do quinto grau por radicais, mas descobriu uma forma de transformar uma equação da forma:
{\displaystyle x^{5}+c_{2}x^{2}+c_{1}x+c_{0}=0\,} (forma principal da equação do quinto grau)
em uma equação da forma:
{\displaystyle x^{5}+d_{1}x+d_{0}=0\,} (forma de Bring-Jerrard da equação do quinto grau)
através de uma transformação:
{\displaystyle z=x^{4}+\alpha x^{3}+\beta x^{2}+\gamma x+\delta \,}
em que os parâmetros α, β, γ e δ são obtidos resolvendo-se equações quadráticas e cúbicas.
George Jerrard generalizou o trabalho de Bring, provavelmente de forma independente, mostrando que qualquer equação de grau n pode ser reduzida, através de transformações que dependem apenas da solução de equações do segundo e terceiro graus, em equações em que os termos de grau n-1, n-2 e n-3 são zero.